# Жилет
Жилет основна направа за бријање која се састоји од танке плочице са сечивима на обе стране учињене од или нерђајућег челика или угљеничних челика. Прве бритве израђиване од бронзе, познате су још из бронзаног доба, и биле су овалног облика. Као отац савременог жилета познат је амерички бизнисмен Кинг Камп Џилет, из Висконсина који је патентирао јефтини сигурносни жилет за једнократну употребу.
За разлику од бритве која има сечиво само на једној страни, жилет има два и посебно заштићено лежиште насађено на око пет центиметара дугу дршку.
Познати произвођачи су Џилет и Вилкинсон. Саставни је део савремених бријача.

## Галерија слика
- Бронзана бритва, Чешка
- Кинг Камп Џилет
- Кинг Камп Џилетов патент
- Савремени жилет са два сечива